# Melissa Barbieri
Melissa Anne Barbieri (20 de fevereiro de 1980) é uma ex-futebolista profissional australiana que atuava como goleira

## Carreira
Melissa Barbieri representou a Seleção Australiana de Futebol Feminino, nas Olimpíadas de 2004. 